# Place du marché de Lahti
La place du marché de Lahti (finnois : Lahden kauppatori) est voirie de Lahti en Finlande

## Situation et accès
Cette place publique est située dans le centre-ville de Lahti, dans le quartier de Keski-Lahti. 
La superficie de la place est de 1,3 hectare et plus de 2 hectares si l'on tient compte de la partie Alatori. 
En bordure de la place se trouve l'ancien bâtiment de la Kop et l'hôtel de ville.  
Sur la colonne au nord de Mariankatu on peut voir l'église de la Croix et la mairie de Lahti sur la colonne au sud. 
La place du marché est le nœud de communication des bus locaux de Lahti.
Dans Aleksanterinkatu, elle a deux arrêts des bus vers l'est et dans Vapaudenkatu quatre arrêts des bus vers l'est. 
La partie Alatori est un parc d'activités fleuri. 
En 2014, Jan-Erik Andersson remporte le concours d'aménagement artistique d'Alatori.
L'histoire du parc est la base de cet aménagement autour de la pergola intitulée le deuxième éveil. 
La Direction des musées de Finlande a classé la mairie de Lahti, la place du marché de Lahti et l'axe Mariankatu parmi les sites culturels construits d'intérêt national.

## Origine du nom
Elle porte ce nom car elle a et est utilisée régulièrement pour le marché.

## Historique
Le village de Lahti dont les maisons se trouvaient dans les environs de la place est presque entièrement détruit par l'incendie du 19 juin 1877. 
Dès le lendemain on évoque l'idée de fonder une ville.
Cette idée de créer une place de commerce et une ville n'est pas nouvelle, mais cette fois  elle est acceptée.
En mars 1878, Alfred Cavén trace un plan de ville.
La rue principale Aleksanterinkatu suit la direction de l'ancienne route Hämeenlinna-Viipuri.
Au cœur de l'aménagement, il y a la place du marché qui est créé dans les années 1880.

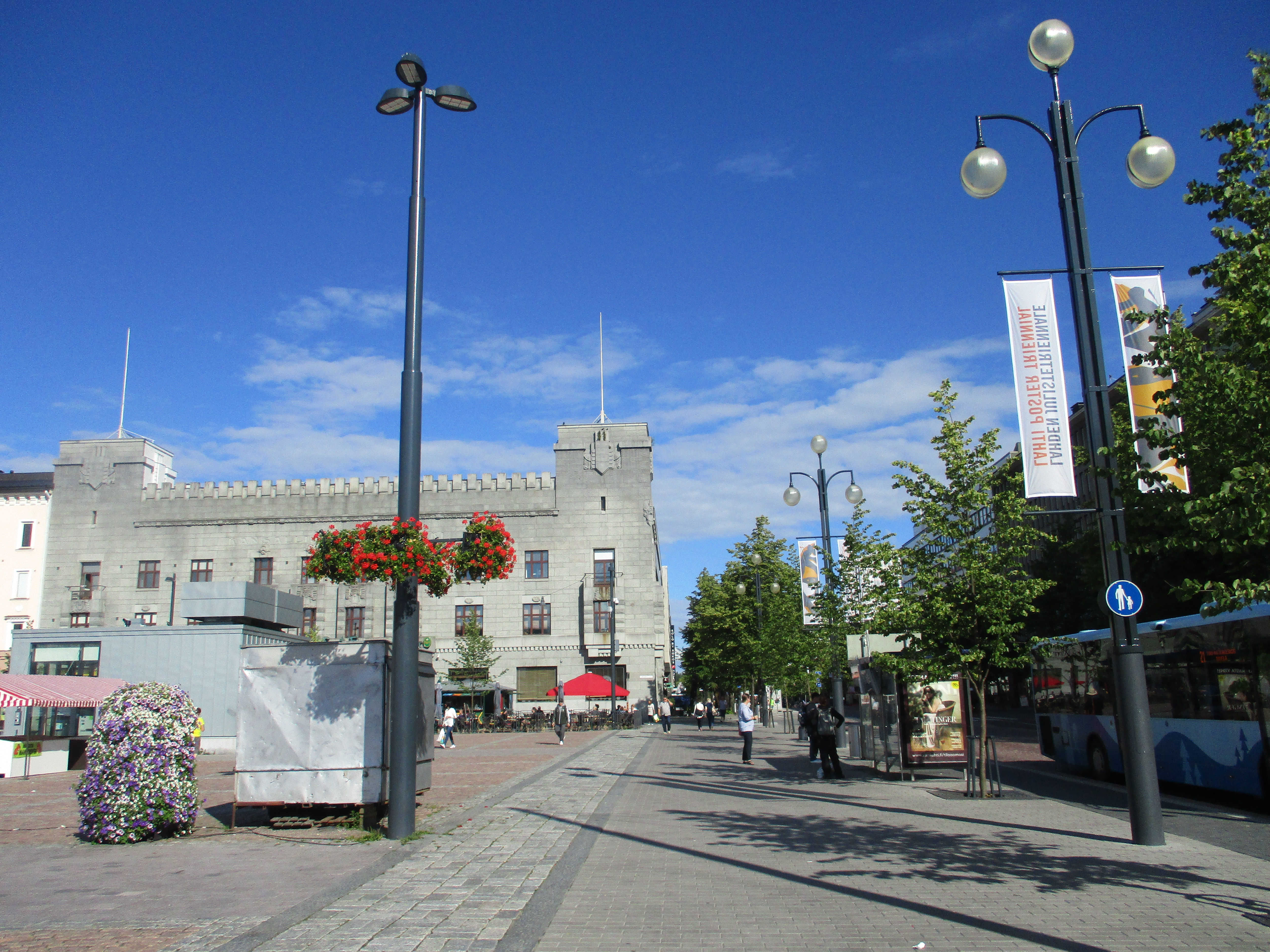
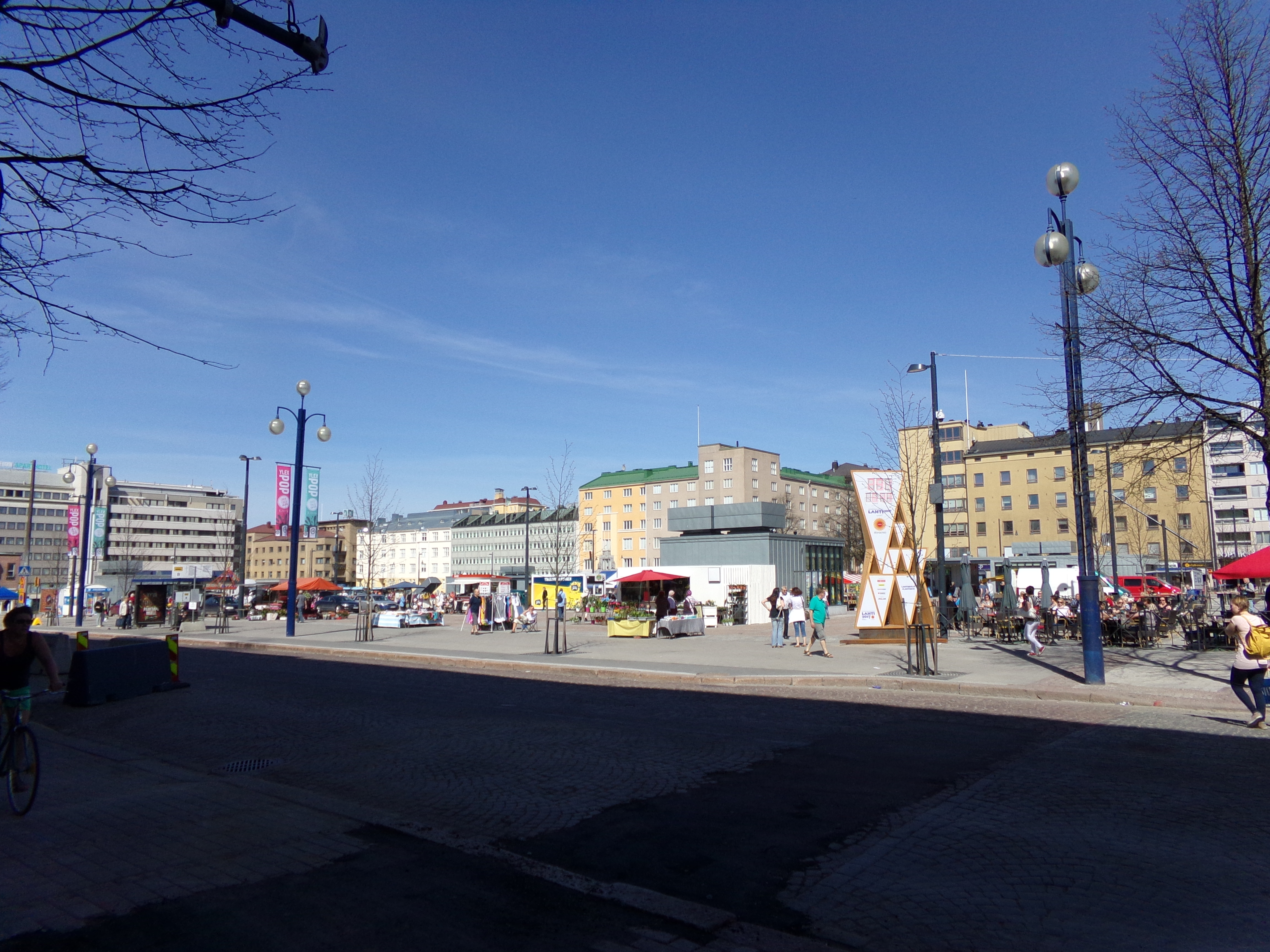
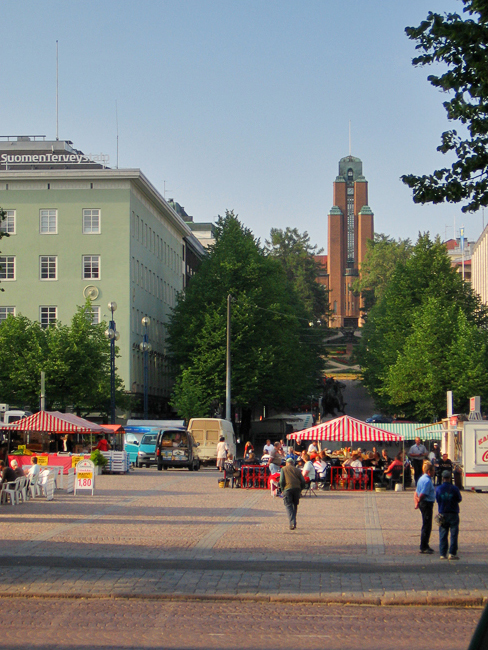